# بخش کومو، شهرستان مارشال، مینه سوتا
بخش کومو (به انگلیسی: Como Township) یک منطقهٔ مسکونی در ایالات متحده آمریکا است که در شهرستان مارشال، مینه‌سوتا واقع شده‌است.
 بخش کومو ۹۴٫۱ کیلومتر مربع مساحت و ۵۲ نفر جمعیت دارد و ۳۶۸ متر بالاتر از سطح دریا واقع شده‌است.